# Фефилов, Яков Корнилович
Яков Корнилович Фефилов (6 декабря 1913, Сухарёво, Вятская губерния — 30 июня 1961, Кривой Рог, Днепропетровская область) — связной командира роты автоматчиков 106-го стрелкового полка 29-й стрелковой дивизии 64-й армии Донского фронта, старший сержант. Герой Советского Союза (1943).

## Биография
Родился 6 декабря 1913 года в деревне Сухарево (ныне — Каракулинского района Удмуртии) в крестьянской семье. По национальности удмурт. Окончил 7 классов. Работал в колхозе, леспромхозе, затем жил и работал в городе Куйбышев (ныне Самара).
В Красной армии с января 1942 года. В действующей армии с июля 1942 года.
Связной командира роты автоматчиков 106-го стрелкового полка (29-я стрелковая дивизия, 64-я армия, Донской фронт) старший сержант Яков Фефилов отличился в ходе Сталинградской битвы.
В ожесточённых боях в центральной части Сталинграда старший сержант Фефилов с отделением автоматчиков удерживал дом, превращённый советскими воинами в опорный пункт.
18 января 1943 года начались бои за деревни Стародубовка и Песчанка. 23 января 1943 года в бою за хутор Стародубовка ныне Городищенского района Волгоградской области принял на себя командование взводом. Бойцы взвода под командованием старшего сержанта Фефилова выбили врага из Стародубовки, и взяли в плен несколько гитлеровцев. Во время боя захватили пять станковых и шесть ручных пулемётов противника, два орудия, которые повернули против немцев.
25 января 1943 года в критический момент боя старший сержант Яков Фефилов заменил выбывшего из строя командира роты, и во главе подразделения ворвался с бойцами в село Песчанка. Обнаружив вражеские доты, Яков Фефилов лично уничтожил гранатами засевших там врагов, вышел противнику в тыл, обеспечив победу.
Указом Президиума Верховного Совета СССР от 27 августа 1943 года за мужество и героизм, проявленные в борьбе с немецко-фашистскими захватчиками, старшему сержанту Фефилову Якову Корниловичу присвоено звание Героя Советского Союза с вручением ордена Ленина и медали «Золотая Звезда» (№ 1240). Яков Фефилов и награждённый одновременно Михеев Владимир Михайлович стали первыми в своей дивизии Героями Советского Союза.
За мужество и отвагу бойцов и командиров 106-го стрелкового полка 29-й стрелковой дивизии эти воинские части были преобразованы в 222-й гвардейский стрелковый полк и 72-ю гвардейскую стрелковую дивизию соответственно.
После войны старший лейтенант Фефилов в запасе. Поселился в городе Кривой Рог Днепропетровской области. Скончался 30 июня 1961 года.
Награждён орденом Ленина, медалями.